# Кашеїда Анатолій Федорович
Кашеїда Анатолій Федорович (14 серпня 1928, Тальне — 19 червня 1998, Умань) — радянський і український письменник, поет, журналіст, редактор.
Народився 14 серпня 1928 р. у м. Тальному Черкаської області в родині військовослужбовця. Закінчив Ленінградське вище військово-морське училище ім. М. В. Фрунзе (1951) та Літературний інститут імені Горького (1959) в Москві.
Служив на флоті (1944—1958), працював у пресі. 
Друкується з 1955 р.
З 1975 року — редактор Київської кіностудії ім. О. П. Довженка. 
Член Національної спілки письменників України.

## Фільмографія
Редактор кінофільмів:
- «Від і до» (1976)
- «Бачу ціль» (1978)
- «Розколоте небо» (1979, у співавт.)
- «Провал операції „Велика ведмедиця“» (1983, у співавт.)
- «Любов до ближнього» (1988) та ін.